# كيليان نيكيما
كيليان باسبا جيكي نيكيما (من مواليد 22 يونيو 2003) هو لاعب كرة قدم محترف يلعب كحارس مرمى لنادي أدو دين هاغ. نيكيما، المولود في هولندا، يمثل منتخب بوركينا فاسو لكرة القدم دوليًا.